# Suzuki TL 1000
Die TL 1000 ist ein Motorrad der Kategorie Sportler (S) bzw. Superbike (R) des japanischen Herstellers Suzuki.

## TL 1000 S

### Technik
Die TL 1000 S kam 1997 auf den Markt. Der Motor ist ein flüssigkeitsgekühlter 2-Zylinder-Viertakt-V-Motor mit 90 Grad Zylinderwinkel. Vier Ventile pro Zylinder, diese werden über Tassenstößel betätigt. Eine Bohrung von 98,0 mm und ein Hub von 66,0 mm ergeben einen Hubraum von 996 cm³. Die Nennleistung von 92 kW (125 PS) wird bei 8.200/min erreicht. Das maximale Drehmoment von 90 Nm liegt bei 7.000/min an. Die Schmierung erfolgt im Nasssumpf-Verfahren. Der Motor hat keine Abgasreinigung. Die Verdichtung beträgt 11,3:1. Die TL 1000 eine erreicht Höchstgeschwindigkeit von über 250 km/h. Das Motorrad beschleunigt in 2,9 Sekunden von 0 auf 100 km/h.
Die elektronische Saugrohreinspritzung wurde von der japanischen Firma Nippon Denso zugeliefert. Der Fahrzeugrahmen ist eine Aluminium-Gitterrohrkonstruktion. Die rundliche Halbverkleidung verdeckt Motor und Getriebe nur teilweise. Das Vorderrad wird von einer Teleskopgabel mit einem Federweg von 120 mm gefedert. Der Standrohrdurchmesser ist 43 mm. Die Hinterradfederung mit 128 mm Federweg wird von einem neu entwickelten Drehflügeldämpfer gedämpft. Das Getriebe hat sechs Gänge. Die mechanisch betätigte Mehrscheiben-Kupplung läuft im Ölbad. Über eine O-Ring-Kette wird die Kraft an das Hinterrad übertragen.

### Kritik und Rückrufaktionen
Die TL 1000 war als Konkurrenz zur Ducati 916 gedacht. Allerdings wurde sie nach der Präsentation auf der IFMA 1996 überhastet auf den Markt gebracht.
Bereits kurz nach ihrem Debüt wurden an der TL 1000 S technische Mängel kritisiert: „Viele Kinderkrankheiten und mehrere Rückrufaktionen (Einbau eines Lenkungsdämpfers gegen lästiges Lenkerschlagen, Austausch von Motormanagement und Thermostat sowie Tausch des Tanks wegen eventueller Rissbildung, Einbau einer modifizierten Kupplung) schadeten ihrem Ruf.“
Die TL 1000 S war 1997 das Motorrad mit den meisten, nämlich sechs, Rückrufaktionen aller Zeiten. Die Produktion der TL 1000 S wurde nach nur vier Jahren (1997 bis 2000) wieder eingestellt.

## TL 1000 R

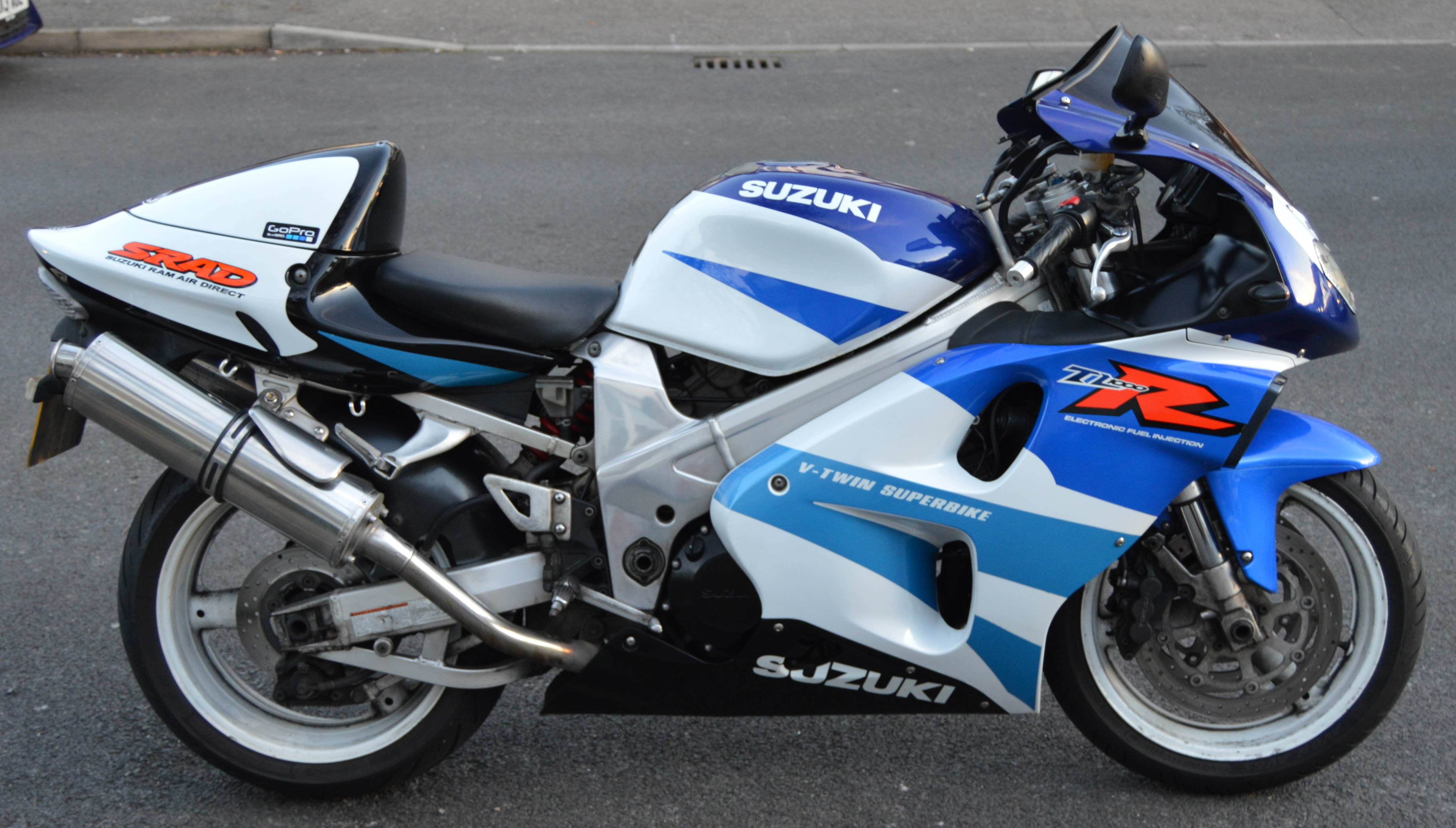
Suzuki TL1000R

1998 ergänzte Suzuki die Straßenversion TL 1000 S mit dem Superbike TL 1000 R, das für den Einsatz auf Rennstrecken optimiert war. Das Superbike hatte mit der S-Version nur das Motor- und Dämpfungskonzept gemeinsam. Mit einem modifizierten Rahmen und einer Hinterradschwinge mit Unterzug, 6-Kolben-Bremssätteln vorn, einem überarbeiteten Motor mit jetzt 99 kW (135 PS), zwei Einspritzdüsen pro Zylinder, geschmiedete Kolben, Titanpleuel, einer verstärkten Kupplung, einer Vollverkleidung und einem einstellbaren Lenkkopfwinkel war sie deutlich auf Rennstreckenbetrieb ausgelegt. Die TL-R krankte jedoch an dem gleichen Dämpfungsproblem wie die Schwester TL-S.
Nach dem Debakel mit der TL 1000 S in der Presse wurde auch die TL 1000 R zum Ladenhüter und in Deutschland nur zwei Jahre lang verkauft.
Inzwischen hat die TL 1000 in Deutschland einen Kultstatus erreicht. Die Preise für gebrauchte TL (insbesondere für die R) steigen.

## Weitere Informationen
Das Nachfolgemodell der TL 1000 S, die Suzuki SV 1000 S, nun wieder mit konventionellem Fahrwerk und durch verschärfte Emissionsvorschriften geminderter Motorleistung und Charakteristik, ist inzwischen ebenfalls in Deutschland nicht mehr bei Suzuki im Programm. Der Motor hingegen ist, konzeptgerecht modifiziert, immer noch in der Suzuki DL1000 V-Strom und der Bimota SB8K zu finden. Die Leistungsentfaltung und vor allem auch der Klang bescherten der TL 1000 weltweit eine große Fangemeinde.
Laut Kraftfahrt-Bundesamt waren am 1. Januar 2005 von der TL 1000 S 3.287 Stück und von der TL 1000 R 667 Stück in Deutschland angemeldet. Am 1. April 2008 waren noch 2.482 TL-S und 463 TL-R angemeldet.